# XIXe siècle en sports équestres
Chronologie des sports équestres
- XIXe siècle en sports équestres - 1900 en sports équestres

## Événements
- 4 juillet 1806 : les haras nationaux sont rétablis sous le Premier Empire par Napoléon Ier.
- 1810 : première courses de steeple à Bedford (Royaume-Uni)[1].
- 1er mai 1815 : création de l'école d'instruction des troupes à cheval, ancêtre du Cadre noir de Saumur.
- 1830 : fermeture de l'École de Versailles, berceau de l'équitation française[1].
- 1834 : ouverture de l'hippodrome de Chantilly[2].
- 1835 : interdiction de la pratique du horse-baiting.
- 1834 : création du Jockey Club de Paris.
- 1850 : création de la ligue française pour la protection du cheval.
- 1857 : construction de l'hippodrome de Longchamp.
- 1859 : création du premier polo-club à Silchar (Raj britannique)[3].
- 1863 : premier Grand Prix de Paris (course de plat).
- 1864 : premier concours de saut d'obstacles (CSO) officiel à Dublin (Irlande)[4].
- 1865 : création de la Société hippique française.
- 1873 : création du Jockey Club de Belgique.
- 17 mai 1875 : premier Kentucky Derby (course de plat).
- 1893 : première édition du River Plate Polo Championship, ancêtre du Championnat d'Argentine open de polo.